# Validazione linguistica
La validazione linguistica  è il processo di investigazione dell'affidabilità, l'equivalenza concettuale, e validità dei contenuti delle traduzioni che usano come strumento gli Esiti riferiti pazienti (in inglese: “Patient-reported outcome”; “PRO”).

## Metodologia
Di solito, la validazione linguistica si riferisce ad un processo in cui un testo tradotto viene attivamente testato con dei pazienti  appartenenti ad una popolazione destinataria ed una lingua di destinazione attraverso dei colloqui sull'argomentazione della comprensione. Per esempio, se lo strumento PRO è interessato nel misurare i sintomi del diabete in una sperimentazione clinica in Danimarca,i colloqui per la validazione linguistica sarebbero condotti con dei pazienti di diabete in Danimarca, i quali sono di madrelingua danese. Questo colloquio assicura che gli elementi siano appropriati, espressi chiaramente e capiti dalla popolazione destinataria.  Quest'esercizio è anche uno strumento importante per dimostrare la validità dei contenuti quando viene confrontata con la fonte d'informazione. Durante il colloquio, gli intervistati completano il questionario, e poi rispondono ad una serie di domande a risposta aperta sul contenuto e, in proprie parole, spiegano cosa significa ogni elemento. I risultati di questo esercizio di argomentare sulla comprensione dovrebbe quindi dimostrare se gli intervistati hanno capito la traduzione, e si possono effettuare modifiche dopo questo esercizio se il significato di certi elementi non sono stati chiaramente espressi nella traduzione e/o capiti dagli intervistati. Il processo garantisce, inoltre, l'armonizzazione multilingue delle traduzioni, facendo in modo che il questionario venga capito nello stesso modo da popolazioni destinatarie appartenenti a tutti i gruppi linguistici, in modo da garantire che i dati quantitativi ottenuti possano essere confrontati tra i gruppi linguistici.
Alternativamente, si può anche condurre una validazione linguistica chiedendo ad uno specialista che si specializza nella popolazione destinataria, di esaminare il testo per assicurarsi che sia chiaramente comprensibile. Si può utilizzare la comprensione e la conoscenza dello specialista sulla terminologia e le frasi più usate dai pazienti, quindi assicurandosi che la formulazione usata nella traduzione rifletta ciò che sarebbe usato dal gruppo destinatario di pazienti.  Alcune parti ritengono che questo passaggio sia sufficiente per validare una traduzione PRO. Tuttavia, le autorità preposte ritengono che sia preferibile validare le misure attraverso l'argomentazione sulla comprensione, che è stato prima menzionato, con i pazienti appartenenti alla popolazione destinataria il dove possibile, e che le revisione mediche siano riservate per le misure riportate da specialisti, oppure per circostanze particolari laddove condurre test con pazienti appartenenti alla popolazione destinataria può essere particolarmente problematico (Wild et al. 2005).
Alcune aziende preferiscono usare la terminologia "validazione linguistica" per riferirsi all'intero processo di traduzione delle misure PRO descritte dai "Principi di Buona Pratica” (Wild et al 2005), e la relazione scritta dalla ISPOR Task Force (Società internazionale per la ricerca di farmacoeconomia e qualità) (Wild et al 2009), anche se questo processo non include colloqui con i pazienti oppure una recensione fatta da uno specialista. Come metodologia, si raccomanda l'uso di due traduzioni ripetute in lingua destinataria, le quali sono indipendenti fra l'un l'altra, che poi vengono combinate in una "versione riconciliata" che usa le parti migliori delle due traduzioni. La versione riconciliata, anche detta armonizzazione, viene poi tradotta di nuovo in una retro traduzione, creata da due traduttori individuali, i quali traducono il testo alla cieca e non sono a conoscenza del questionario iniziale. Le retro traduzioni vengono usate come una panoramica della versione tradotta, in modo tale da permettere al capo progetto di poter valutare se la versione tradotta valuta accuratamente i concetti misurati dal questionario originale. Questa fase è anche conosciuta come la revisione tramite retro traduzione.
In seguito a questa fase dovrebbe esserci un colloquio con i pazienti, oppure una recensione fatta da uno specialista.
Un processo di validazione linguistica comprensivo, inclusa l'argomentazione sulla comprensione, è di vitale importanza per dimostrare la validità dei contenuti delle traduzioni usate nei documenti pubblicati dall'Agenzia per gli Alimenti e i Medicinali statunitense (in inglese: “U.S. Food and Drug Administration”; “FDA”).